# Semanotus sinoauster
Semanotus sinoauster es una especie de escarabajo longicornio del género Semanotus, tribu Callidiini, subfamilia Cerambycinae. Fue descrita científicamente por Gressitt en 1951.

## Descripción
Mide 12,5-20 milímetros de longitud.

## Distribución
Se distribuye por China y Laos.